# Año Internacional de la Mujer

Comité Asesor del Año Internacional de la Mujer reunido con Jimmy Carter.

La Resolución 3010 (XVII) de la Asamblea General de las Naciones Unidas fue una resolución adoptada el 18 de diciembre de 1972 en la que se proclamó el año 1975 como el Año Internacional de la Mujer. En dicha Resolución la Asamblea pidió al Secretario General que elaborara un proyecto programa para el Año Internacional de la Mujer y lo presentase a la Comisión de la Condición Jurídica y Social de la Mujer en su 25.º periodo de sesiones en 1974.

## Considerandos
La Asamblea tomó la decisión de proclamar el Año Internacional teniendo en cuenta la eficacia del trabajo desarrollado durante 25 años por la Comisión de la Condición Jurídica y Social de la Mujer, así como la Declaración sobre la Eliminación de la Discriminación Contra la Mujer de 1967. Con la mirada puesta en los objetivos y metas que debían alcanzarse durante el segundo decenio para el desarrollo de Naciones Unidas, uno de tales objetivos era la plena integración de la mujer en la totalidad del esfuerzo a favor del desarrollo. La Asamblea consideró necesario reforzar el reconocimiento del principio de igualdad entre hombres y mujeres, de hecho y de derecho. A tal fin, decidió que la proclamación del Año Internacional llevaría a la intensificación de las medidas para mejorar la condición de la mujer y, en consecuencia, además de proclamar el Año Internacional, decidió dedicar ese año a intensificar las medidas tendentes a promover la igualdad, asegurar la plena integración de la mujer y reconocer la importancia de la contribución de las mujeres al desarrollo. Asimismo, se solicitó al Secretario General que elaborara un proyecto de programa para el Año internacional. 

## El Programa
El Consejo Económico y Social, en su resolución 1849 (LVI) del 16 de mayo de 1974, aprobó el programa y la Asamblea, en su Resolución 3275 (XXIX) del 17 de diciembre de 1974, pidió la plena aplicación del Programa. En aplicación de la recomendación presentada por la Comisión de la Condición Jurídica y Social de la Mujer, el Consejo en su resolución 1861 (LVI) del 16 de mayo de 1974, pidió que se convocase en 1975 una conferencia que examinara a la aplicación por parte de la Organización de las Naciones Unidas de las medidas para la eliminación de la discriminación sexual contra la mujer y que se iniciara un programa destinado principalmente a la plena integración de la mujer. La asamblea general en su Resolución 3277 (XXIX) de 10 de diciembre de 1974, decidió invitar a todos los Estados y a los movimientos de liberación conocidos.
La Conferencia se denominó "Conferencia Mundial sobre la Mujer" y, en su seno, se aprobó el Plan de Acción Mundial para la Consecución de los Objetivos del Año Internacional de la Mujer.
Paralelamente a la conferencia, se desarrolló la tribuna de organizaciones no gubernamentales que contó con el apoyo de Naciones Unidas y del gobierno de México. En este foro se trataron temas que no estuvieron considerados en la agenda de la Conferencia —como el lesbianismo, el aborto y la prostitución— y se puso de manifiesto la situación de las mujeres en los países en vías de desarrollo y las medidas a adoptar.

## 1975, un hito
A partir de 1975 se incluyeron los problemas de las mujeres en el programa de la Organización. Desde ese año, se ha generado un considerable volumen de conocimiento e información acerca de las mujeres y las condiciones en que viven, además de aumentar el conocimiento de la situación de las mujeres y de los hombres y la adopción de medidas para la igualdad. 

## Repercusión

### 1975 en el mundo

#### Berlín Oriental
Del 20 al 24 de octubre de 1975 tuvo lugar el Congreso Mundial de Mujeres de Berlín oriental, organizado por la Federación Democrática Internacional de Mujeres que se celebró en Berlín Este, poco después del evento de Ciudad de México. En él se idealizó la igualdad de las mujeres como la "verdadera encarnación de la concepción socialista de los derechos humanos". El Grupo de Trabajo sobre Igualdad de Derechos, compuesto por personas expertas en gobierno y derecho de la Academia de Ciencias de Alemania Oriental, la Universidad Humboldt y el Comité Central del Partido Socialista Unido, rechazó la idea de que los derechos de las mujeres debieran formar parte de un área separada designada por género, sino que debían regirse por la posición de los Derechos Humanos de las Naciones Unidas.Angela Davis fue una de las principales invitadas a la conferencia, al igual que Hortensia Bussi de Allende, ex primera dama de Chile. El programa patrocinado por el Estado abogaba por la solidaridad de las mujeres en las luchas nacionales para liberar a las mujeres de la opresión basada en la clase, la raza y el género a través del socialismo de Estado.

#### Bruselas
El Tribunal Internacional sobre los Crímenes contra las Mujeres se planeó como acto del Año Internacional de las Mujeres, pero no se celebró hasta el 4 y el 8 de marzo de 1976 en Bruselas (Bélgica). Limitada por restricciones de financiación, la conferencia acogió a 2000 mujeres de cuarenta países. Los oradores abordaron la explotación económica y la violencia contra la mujer en sus múltiples formas. El resultado más significativo de la conferencia fue la creación de la Red Feminista Internacional. Acudieron 2.000 participantes de 140 países y de 200 asociaciones.

#### Ciudad de México
La primera Conferencia Mundial de la ONU sobre la Mujer se celebró en Ciudad de México del 19 de junio al 2 de julio. La conferencia de 1975 dio lugar a la adopción del Plan de Acción Mundial, así como a la Declaración de México sobre la Igualdad de las Mujeres y su Contribución al Desarrollo y a la Paz. Condujo al establecimiento de mecanismos de seguimiento como el Instituto Internacional de Investigaciones y Capacitación para la Promoción de las Mujeres (INSTRAW) y el Fondo de Desarrollo de las Naciones Unidas para las Mujeres (UNIFEM) y puso en marcha planes para conferencias de seguimiento, la primera de las cuales se celebraría en 1980 en Copenhague. 
Estableció el periodo de 1975 a 1985 como Decenio de las Naciones Unidas para las Mujeres, para poder evaluar los avances y los fracasos, y tuvo como resultado instar a que se ratificara rápidamente la Convención sobre la eliminación de todas las formas de discriminación contra las mujeres (CEDAW). La tercera conferencia, celebrada en 1985 en Nairobi (Kenia), no sólo cerró el decenio de la mujer, sino que estableció una serie de calendarios de los Estados miembros para la eliminación de la discriminación de género legislada en las leyes nacionales para el año 2000. A la Conferencia de Ciudad de México de 1975 asistieron más de mil delegados. Entre los asistentes más destacados se encontraban Elizabeth Reid y Margaret Whitlam de Australia. La Tribuna del Año Internacional de la Mujer también fue organizada por el comité de la conferencia y a ella asistieron 4.000 mujeres en 1975.
Asimismo, como respuesta a esta iniciativa se creó el Colectivo Cine Mujer, grupo conformado por cineastas mexicanas, latinoamericanas y europeas radicadas en México enfocado en hacer cine feminista y enfocado en las vidas y problemáticas de las mujeres.

#### España
El movimiento de mujeres en España aprovechó la convocatoria de Naciones Unidas para poner de manifiesto el atraso y las discriminaciones que sufrían las mujeres en la sociedad española. Tras la celebración del Congreso Internacional de la Mujer organizado por la Sección Femenina en Madrid en 1970 que marcó el inicio de una actualización de discurso del régimen franquista en relación con la igualdad de sexos, la convocatoria de 1975, año del inicio de la transición democrática española, supuso un punto de inflexión generando un importante impulso que permitió mayor solidez organizativa y proyección hacia el conjunto de la sociedad. Las vías más importantes de difusión fueron los medios de comunicación, tanto la prensa escrita como en la televisión. Se difundieron 1827 artículos de prensa, 699 entrevistas y 4 ruedas de prensa.
En diciembre de 1975 en Madrid se realizaron las I Jornadas por la Liberación de la Mujer. Estas primeras jornadas consiguieron tener un impacto muy amplio, pero comenzaron a aparecer diferentes concepciones y prioridades del feminismo: Una corriente se basaba en la lucha feminista centrada en los derechos de la mujer y la otra corriente estaba más ligada a la idea de que el feminismo debería ser un frente de lucha política por la democracia y las libertades que mantenían la clase trabajadora en su conjunto.  En conclusión se elaboró una resolución política de las I Jornadas por la Liberación de la Mujer, donde se plasmaron denuncias y reivindicaciones relativas a las inquietudes de las mujeres, sobre todo en los temas laborales.